# Droid Gunner
Pour plus de détails, voir Fiche technique et Distribution.
Droid Gunner (aussi connu sous le titre de Cyberzone) est un film d'action et de science-fiction américain réalisé par Fred Olen Ray, sorti en 1995.

## Synopsis
Dans le futur, la crainte que les unités cyborgs ne finissent par prendre le contrôle de notre planète a forcé les autorités mondiales à décréter leur utilisation interdite sur Terre. Mais lorsque quatre androïdes femelles sont introduits clandestinement sur Terre, Jack Ford est chargé de les traquer. Une poursuite haletante l’emmène depuis les rues sordides de Phoenix jusqu’aux profondeurs de New Angeles, une ville sous-marine, et il tombe dans les griffes d’un caïd psychopathe et de son armée de criminels.

## Distribution
- Marc Singer : Jack Ford
- Matthias Hues : Hawks
- Rochelle Swanson : Beth
- Robin Clarke : Humberstone
- Kin Shriner : Walsh
- Cal Bartlett : Mr. Reginald
- Robert Quarry : Chew'Bah
- Ross Hagen : Barman
- Brinke Stevens : Kitten
- Bob Bragg : Thug #1
- Sam Hiona : Thug #2
- Peter Spellos : Hathaway
- Hoke Howell : clochard #1
- Jeff Murray : clochard #2
- Diederik van Nederveen : Droïde assassin
- Joe Cook : Droïde tueur
- Lorissa McComas : Moria
- Richard Gabai : ouvrier de l’usine[1]

## Production
Le tournage de la scène dans le bureau de Mr. Reginald a eu lieu à Donald C. Tillman Water Reclamation Plant, 6100 Woodley Avenue, à Van Nuys, Los Angeles, en Californie, aux États-Unis.